# AlmaLinux
AlmaLinux è una distribuzione Linux gratuita e open source, inizialmente creata da CloudLinux, per garantire supporto anche in ambito aziendale, compatibile con Red Hat Enterprise Linux (RHEL). L'ambiente desktop predefinito è GNOME.

## Storia
CloudLinux Inc. ha creato la distribuzione AlmaLinux come successore della distribuzione enterprise gratuita CentOS, in quanto Red Hat Inc. aveva precedentemente annunciato che lo sviluppo e supporto di CentOS sarebbero stati terminati. La prima versione beta di AlmaLinux è stata distribuita in data 1 febbraio 2021 mentre la versione stabile, denominata 8.3, il 30 marzo 2021. Secondo quanto dichiarato, il supporto di AlmaLinux 8x è esteso fino al 2029..
Il nome AlmaLinux deriva dal termine spagnolo "alma" che significa "anima", come omaggio alla comunità Linux.
Nel 2022 AlmaLinux compare nella lista delle distribuzioni Linux più popolari secondo DistroWatch.
In data 26 maggio 2022 è stata pubblicata la versione corrente 9.0.
Il CERN e il Fermilab hanno rivelato l'intenzione di fornire AlmaLinux "come distribuzione standard per gli esperimenti nelle nostre strutture" l'8 dicembre 2022.

## Storico versioni
| Versione AlmaLinux                                                             | Nome in codice      | Architetture                  | RHEL base | Kernel          | Data pubblicaz. AlmaLinux | Data pubblicaz. RHEL | Ritardo (giorni) |
| ------------------------------------------------------------------------------ | ------------------- | ----------------------------- | --------- | --------------- | ------------------------- | -------------------- | ---------------- |
| 8.3                                                                            | Purple Manul        | x86-64                        | 8.3       | 4.18.0-240      | 30/03/2021                | 03/11/2020           | 147              |
| 8.4                                                                            | Electric Cheetah    | x86-64, ARM64                 | 8.4       | 4.18.0-305      | 26/05/2021                | 18/05/2021           | 8                |
| 8.5                                                                            | Arctic Sphynx       | x86-64, ARM64, ppc64le        | 8.5       | 4.18.0-348      | 12/11/2021, 2022-02-25    | 09/11/2021           | 3                |
| 8.6                                                                            | Sky Tiger           | x86-64, ARM64, ppc64le, s390x | 8.6       | 4.18.0-372      | 12/05/2022                | 10/05/2022           | 2                |
| 8.7                                                                            | Stone Smilodon      | x86-64, ARM64, ppc64le, s390x | 8.7       | 4.18.0-425      | 10/11/2022                | 09/11/2022           | 1                |
| 8.8                                                                            | Sapphire Caracal    | x86-64, ARM64, ppc64le, s390x | 8.8       | 4.18.0-477      | 18/05/2023                | 16/05/2023           | 1                |
| 8.9                                                                            | Midnight Oncilla    | x86-64, ARM64, ppc64le, s390x | 8.9       | 4.18.0-513.5.1  | 21/11/2023                | 14/11/2023           | 7                |
| 8.10                                                                           | Cerulean Leopard    | x86-64, ARM64, ppc64le, s390x | 8.10      | 4.18.0-553      | 28/05/2024                | 22/05/2024           | 6                |
| 9.0                                                                            | Emerald Puma        | x86-64, ARM64, ppc64le, s390x | 9.0       | 5.14.0-70.13.1  | 26/05/2022                | 17/05/2022           | 9                |
| 9.1                                                                            | Lime Lynx           | x86-64, ARM64, ppc64le, s390x | 9.1       | 5.14.0-162.6.1  | 17/11/2022                | 15/11/2022           | 2                |
| 9.2                                                                            | Turquoise Kodkod    | x86-64, ARM64, ppc64le, s390x | 9.2       | 5.14.0-284.11.1 | 10/05/2023                | 10/05/2023           | 0                |
| 9.3                                                                            | Shamrock Pampas Cat | x86-64, ARM64, ppc64le, s390x | 9.3       | 5.14.0-362.8.1  | 13/11/2023                | 07/11/2023           | 6                |
| 9.4                                                                            | Seafoam Ocelot      | x86-64, ARM64, ppc64le, s390x | 9.4       | 5.14.0-427.13.1 | 06/05/2024                | 30/04/2024           | 6                |
| Legenda:Vecchia versioneVersione precedente ancora supportataVersione corrente |                     |                               |           |                 |                           |                      |                  |